# Maslana
Maslana [ˈmaːslaːna] (Maslana [ˈmaslana] in dialetto bergamasco) è una località facente parte del comune di Valbondione in provincia di Bergamo, e si trova in alta Val Seriana.
La contrada è conosciuta anche per l'importante presenza di stambecchi, in particolare durante la primavera, quando si avvicinano alle abitazioni in cerca di cibo.

## Territorio
Maslana si trova in una conca a un'altitudine di 1150-1200 m s.l.m. lungo il pendio del Pizzo Coca, sul monte Pinnacolo, alla destra orografica dell'alta val Seriana ed è raggiungibile dal comune di Valbondione, solo a piedi attraverso il sentiero che parte della località Pianlivere che si trova a 970 m s.l.m., seguendo i percorsi del CAI 332 o il 305. Il percorso richiede un tempo di cammino di circa 45 minuti. Lungo il sentiero è possibile vedere resti delle antiche strutture atte alla formazione del poiat, nome del carbone vegetale che veniva anticamente lavorato e che era necessario non solo per l'uso domestico ma anche per la lavorazione dei minerali, come la siderite di cui la zona era molto ricca.
Raggiunto il borgo si può proseguire per ulteriori 30 minuti, fino alla località detta Piccinella, superare il piccolo ponte, forse di origine romanica e poi raggiungere l'osservatorio didattico floro-faunistico, avente lo scopo di portare alla conoscenza degli interessati degli studi zoologici, botanici, zoologici e geologici del territorio. Zona caratterizzata dalla presenza di grandi massi. Si prosegue poi nella valle del Serio fino a porsi in prossimità delle Cascate del Serio. La località viene infatti raggiunta da numerosi turisti nei giorni destinati all'apertura delle cascate, per meglio godere della vista dei tre grandi salti della cascata. Il sentiero prosegue fino a raggiungere il rifugio Curò.
Le case, tutte completamente in sassi, si susseguono dividendo la località in quattro contrade: contrada Polli, composta da 15 abitazioni che ospitano 22 unità abitative restaurate e una fontana; contrada Caffi, composta da quattro baite che ospitano 15 unità abitative e due fontane, ed è la località punto di partenza per il Rifugio Antonio Curò; contrada Ca Sura, la più piccola, composta da un unico fabbricato dove vi sono sei piccole unità abitative; contrada Piccinella, quella posta più a nord, con due baite che ospitano sette unità. Le baite non sono collegate ad acquedotti ma il servizio idrico è dato dalle fontane tutte d'acqua sorgiva.

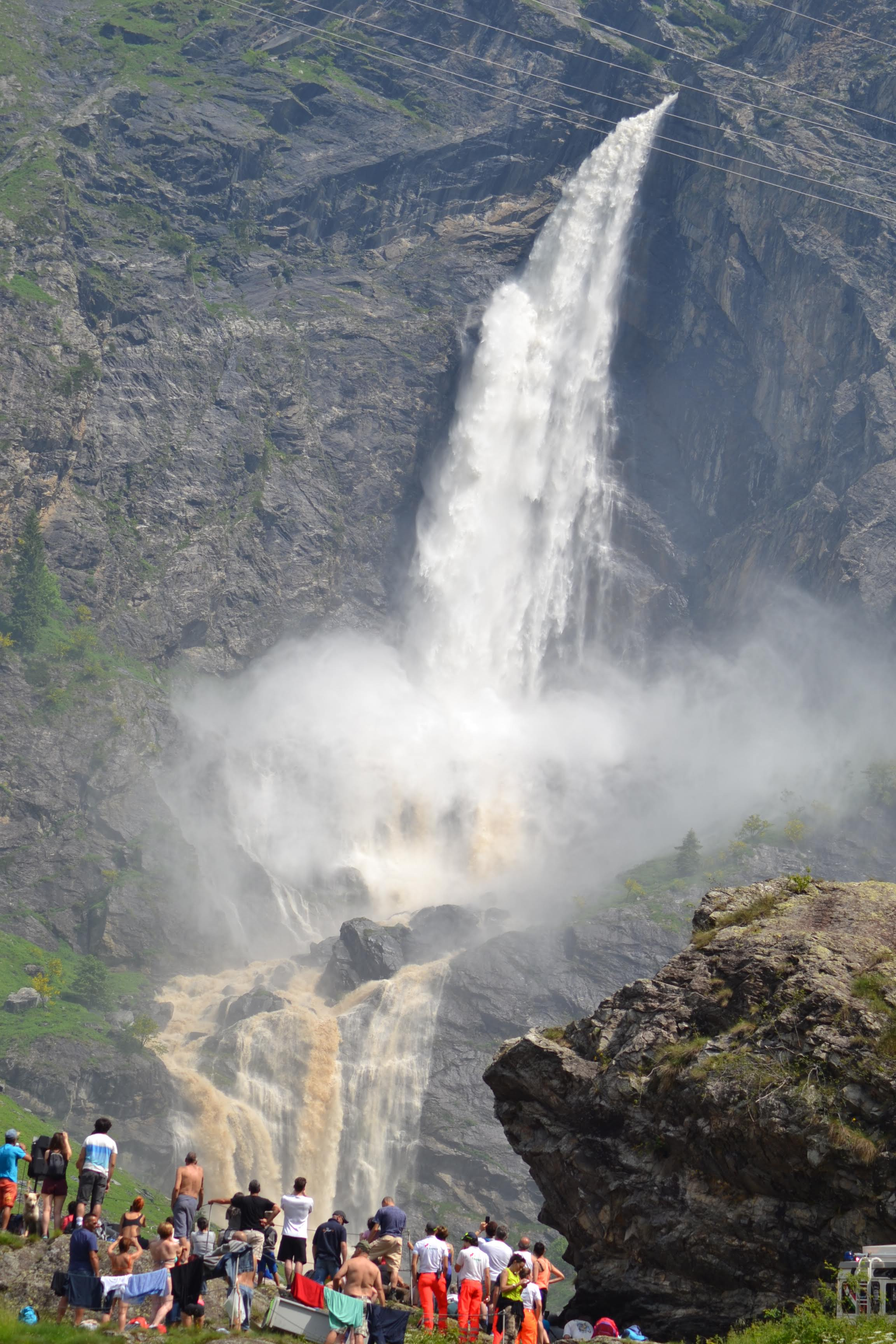
Cascate del Serio dalla località Maslana

## Storia
La storia di Maslana è molto antica, era conosciuta con il nome di Macellana, nome di cui non si conosce l'origine. Si ritiene che sia tra le più antiche dell'alta val Seriana quando Valbondione era ancora occupata dal lago alpino poi prosciugato. Dalla contrada si può raggiungere anche la frazione di Lizzola attraverso il sentiero detto Via di Bo a indicare l'antica attività dedicata all'allevamento di bovini. Le antiche case del borgo sono abitate solo durante la stagione estiva, e occasionalmente in inverno dagli amanti dello sport con le ciaspole. Gli inverni, infatti, sono molto rigidi e nevosi, rendendo difficile la residenza, se non turistica, e di chi fa ritorno al paese d'origine durante le ferie dal lavoro. L'archivio della parrocchiale di San Lorenzo di Valbondione non conferma la presenza di un'antica chiesa, però documenta la presenza di 71 abitanti nel 1720 e 50 nel 1749.
Nel 1979 la contrada fu gravemente danneggiata da un incendio che richiesta una sua completa ricostruzione.
Alla località è anche stata dedicato un brano musicale intitolato proprio Maslana scritto dal lodigiano Dino Capra negli anni '70 del Novecento.